# První Helénská republika
První Helénská republika (řecky ΑʹΕλληνική Δημοκρατία) je termín, odkazující na prozatímní řecký stát, vzniklý během řecké války za nezávislost proti Osmanské říši. Jde o čistě historiografický termín, shrnující ústavní a demokratickou povahu revolučního režimu před zřízením nezávislého Království Řecka a spojuje tuto část řecké historie s pozdější Druhou a Třetí republikou.

## Historie
V prvních fázích povstání z roku 1821 si různé územní celky zvolily své vlastní regionální řídící orgány. Ty byly na počátku roku 1822 nahrazeny centrální správou na prvním Národním shromáždění v Epidauru, které současně také přijalo první řeckou ústavu, což znamenalo zrod moderního řeckého státu. Regionální řídící orgány nadále existovaly, nicméně ústřední autorita nebyla pevně stanovena až do let 1824/1825. Nový stát nebyl mocnostmi okamžitě uznán. Po počátečních úspěších hrozil kolaps, jednak zevnitř kvůli občanské válce, ale také kvůli vítězstvím turecko-egyptské armády Ibrahima Paši.